# Wolf Pack
Wolf Pack ist eine US-amerikanische Fernsehserie von Jeff Davis, die für Paramount+ produziert wird. Sie basiert auf dem gleichnamigen Roman von Edo van Belkom. Die Veröffentlichung der ersten Staffel begann am 26. Januar 2023 bei dem Streaming-Anbieter Paramount+. In Deutschland erfolgte die Premiere am 20. April 2023 ebenfalls auf Paramount+.

## Handlung
Everett Lang und Blake Navarro sitzen mit weiteren Schülern im Schulbus, als dieser in einen Waldbrand in Kalifornien gerät. Sie müssen aus dem Bus flüchten, werden jedoch beide von einem Tier gebissen. Everett und Blake entwickeln daraufhin übernatürliche Kräfte und legen ihre vorherigen Probleme wie Angststörungen und Aknenarben ab. Im Wald treffen sie auf Luna und Harlan Briggs, die einige Jahre zuvor bei einem ähnlichen Vorfall von dem Parkranger Garrett Briggs aufgenommen wurden. Sie erkennen, dass sie alle vier Werwölfe sind. Harlan ist von den zwei neuen zunächst nicht begeistert. Während ihrer Suche nach der Wahrheit kommen sich Everett und Blake näher und werden ein Paar.
Zur selben Zeit taucht die LAFD-Agentin Kristin Ramsey und ihr Kollege Jason Jang auf, um den Vorfall zu untersuchen. Sie vermutet, dass das Feuer absichtlich gelegt wurde und Everett und Blake in Gefahr sind. Ein unheimliches Monster treibt sich in den Wäldern um und tötet mehrere Menschen, darunter Schüler und einen Polizisten. Die Spur führt in die Vergangenheit, in der die Eltern von Luna und Harlan starben. Die beiden haben noch einen weiteren Bruder namens Baron, der seit dem Feuer damals ein Werwolf ist und somit das unheimliche Monster darstellt. Everett schafft es, dass sich Baron in eine Person zurückverwandelt und können ihn einsperren.
Außerdem stellt sich heraus, dass Kristin die Mutter von Luna, Harlan und Baron und ebenfalls ein Werwolf ist. Der damalige Feuerwehrmann Malcolm, der als einziger überlebt hat, entführt Baron und beabsichtigt, sich zu rächen, da sein Leben seit damals aus dem Ruder lief. Kristin kann ihn aufhalten und möchte ein neues Rudel mit ihrer Familie bilden.

## Produktion
Im November 2021 wurde bekannt, dass Jeff Davis an einer Serie, die auf Edo van Belkoms Roman Wolf Pack basiert, für Paramount+ arbeitet. Im Juni 2022 wurden die zentralen Hauptrollen mit den bis dahin Newcomern Armani Jackson, Bella Shepard, Chloe Rose Robertson und Tyler Lawrence Gray. Eine weitere Rolle ging an Sarah Michelle Gellar, die gleichzeitig auch neben Davis als Executive Producers am Projekt beteiligt ist.
Die Dreharbeiten liefen zwischen Ende Juli und Mitte November 2022. Obwohl die Serie in Südkalifornien spielt, wurde in Atlanta, Georgia, gedreht. Hintergrund dieser Entscheidung war die Steuererleichterungen für Fernsehproduktionen in Georgia. Als Produktionsfirma fungiert First Cause, Inc., Capital Arts Entertainment und MTV Entertainment Studios.

## Besetzung und Synchronisation
Die deutschsprachige Synchronisation entstand unter dem Dialogbuch und der Dialogregie von Christian Schneider durch die Interopa Film GmbH in Berlin.
| Rolle           | Schauspieler          | Hauptrolle | Nebenrolle | Synchronsprecher  |
| --------------- | --------------------- | ---------- | ---------- | ----------------- |
| Everett Lang    | Armani Jackson        | 1.01–1.08  |            |                   |
| Blake Navarro   | Bella Shepard         | 1.01–1.08  |            |                   |
| Luna Briggs     | Chloe Rose Robertson  | 1.01–1.08  |            |                   |
| Harlan Briggs   | Tyler Lawrence Gray   | 1.01–1.08  |            |                   |
| Garrett Briggs  | Rodrigo Santoro       | 1.01–1.08  |            | Thomas Schmuckert |
| Kristin Ramsey  | Sarah Michelle Gellar | 1.01–1.08  |            | Nana Spier        |
| Phoebe Caldwell | Bailey Stender        |            | 1.01–1.08  |                   |
| Prisha Ahmad    | Hollie Bahar          |            | 1.01–1.08  |                   |
| Jason Jang      | Lanny Joon            |            | 1.01–1.08  | Armin Schlagwein  |
| Austin Kirk     | Rio Mangini           |            | 1.01–1.08  |                   |
| Tia Patterson   | Stella Smith          |            | 1.01–1.08  |                   |
| Roberto Navarro | James Martinez        |            | 1.01–1.08  |                   |
| Kendra Lang     | Amy Pietz             |            | 1.01–1.08  | Antje von der Ahe |
| David Lang      | John L. Adams         |            | 1.01–1.08  |                   |
| Connor Ryan     | Sean Philip Glasgow   |            | 1.01–1.02  | Sam Bauer         |
| Danny Navarro   | Nevada Jose           |            | 1.01–1.08  |                   |
| Cody Malcolm    | Rainer Dawn           |            | 1.02–1.08  |                   |
| Cyrus Nix       | Zack Nelson           |            | 1.03–1.08  |                   |
| Baron           | Chase Liefeld         |            | 1.05–1.08  | Tom Sielemann     |
| Malcom          | Gideon Emery          |            | 1.06–1.08  |                   |

## Episodenliste
| Nr. | Deutscher Titel             | Originaltitel           | Erstausstrahlung USA | Deutschsprachige Erstausstrahlung (D) | Regie            | Drehbuch                                     |
| --- | --------------------------- | ----------------------- | -------------------- | ------------------------------------- | ---------------- | -------------------------------------------- |
| 1   | Vom Funken zur Flamme       | From a Spark to a Flame | 26. Jan. 2023        | 20. Apr. 2023                         | Jason Ensler     | Jeff Davis                                   |
| 2   | Zwei gebissen, zwei geboren | Two Bitten, Two Born    | 2. Feb. 2023         | 27. Apr. 2023                         | Joseph P. Genier | Emily Eslami & Jeffrey Nieves                |
| 3   | Ausgangspunkt               | Origin Point            | 9. Feb. 2023         | 4. Mai 2023                           | Joseph P. Genier | Krystal Houghton Ziv                         |
| 4   | Angst und Schmerz           | Fear and Pain           | 16. Feb. 2023        | 11. Mai 2023                          | Christian Taylor | Carlos Foglia                                |
| 5   | Brandstiftung               | Incendiary              | 23. Feb. 2023        | 18. Mai 2023                          | Mike Elliott     | Sean Crouch                                  |
| 6   | Nach der Party              | After Party             | 2. März 2023         | 25. Mai 2023                          | Katie Eastridge  | Krystal Houghton Ziv                         |
| 7   | Löwenatem                   | Lion's Breath           | 2. März 2023         | 1. Juni 2023                          | Christian Taylor | Carlos Foglia & Alessandra Jara Del Castillo |
| 8   | Trophische Kaskade          | Trophic Cascade         | 2. März 2023         | 8. Juni 2023                          | Jeff Davis       | Jeff Davis                                   |

## Rezeption
Die Miniserie erhielt gemischte Kritiken. Auf dem Rezensionsaggregator Rotten Tomatoes hat die Serie eine Zustimmungsrate von 42 %, mit einer durchschnittlichen Bewertung von 4,9/10 bei 26 Kritiken. Auf Metacritic hat es eine Punktzahl von 40 von 100 basierend auf 12 Kritiken, was auf „gemischte oder durchschnittliche Bewertungen“ hinweist.
Das Medienportal TheWrap berichtet, dass Wolf Pack eine der „nachgefragtesten Serien“ sei, basierend auf Daten von ParrotAnalytics.  Die Serie war in der Woche vom 5. Februar 2023 die acht meistgesehene Originalserie auf allen Streaming-Plattformen in den Vereinigten Staaten.